# Jolanta Lemann-Zajiček
Jolanta Blanka Lemann-Zajiček (ur. 1945, zm. 28 grudnia 2022) – polska filmoznawczyni, historyk filmu, doktor habilitowana, profesor nadzwyczajna Państwowej Wyższej Szkoły Filmowej, Telewizyjnej i Teatralnej w Łodzi, była prorektor tej uczelni.

## Życiorys
Habilitację uzyskała w dniu 7 grudnia 2004 r. na Wydziale Filologicznym Uniwersytetu Śląskiego w Katowicach na podst. dorobku naukowego oraz rozprawy Kino i polityka. Polski film dokumentalny 1945-1949. Była zatrudniona na Wydziale Reżyserii Filmowej i Telewizyjnej łódzkiej Filmówki na stanowisku profesora. 
W 2018 r. została odznaczona Srebrnym Krzyżem Zasługi. 